# Native Instruments
Native Instruments – założone w 1996 przez Stephana Schmitta i Volkera Hinza niemieckie przedsiębiorstwo, produkujące oprogramowanie muzyczne i współpracujący z nim sprzęt, przeznaczony dla muzyków, producentów i DJ–ów. Firma produkuje głównie syntezatory programowe. 
Główna siedziba przedsiębiorstwa Native Instruments znajduje się w Berlinie.